# Тибо Остийский
Тибо Остийский (Thibaud, также известный как Thibaud of Ostia его имя также пишут как Théobald, Theobaldus) — католический церковный деятель XII века.
На консистории 1171 года стал кардиналом-священником церкви Санта-Кроче-ин-Джерусалемме.
В 1183 году стал кардиналом-епископом Остии и Веллетри.
Участвовал в выборах папы Луция III (1181), Урбана III (1185), Григория VIII (1187) и Климента III (1187).
На последних выборах был избран папой, но отказался в пользу кардинала Паоло Сколари.